# Setacera atrovirens
Setacera atrovirens är en tvåvingeart som först beskrevs av Friedrich Hermann Loew 1862.  Setacera atrovirens ingår i släktet Setacera och familjen vattenflugor. Inga underarter finns listade i Catalogue of Life.